# Arie van Gemert
Arie van Gemert (* 29. März 1929 in Dubbeldam; † 15. Juni 2024) war ein niederländischer Fußballschiedsrichter.

## Sportlicher Werdegang
Van Gemert leitete ab 1962 Spiele im niederländischen Profifußball und avancierte gegen Ende des Jahrzehnts zum FIFA-Schiedsrichter. Am 2. April 1969 kam er dabei erstmals bei einem Länderspiel zum Einsatz, die Niederlande besiegte dabei in einem Freundschaftsspiel Finnland mit 2:0. Den Höhepunkt seiner Schiedsrichterkarriere erlebte er 1974: zunächst leitete er das Finalspiel um den Europapokal der Pokalsieger 1973/74, in dem der 1. FC Magdeburg durch einen 2:0-Erfolg über die AC Mailand den Titel holte, und anschließend gehörte er zu den Spielleitern bei der Weltmeisterschaftsendrunde 1974. In der zweiten Gruppenphase stand er dabei beim 0:0-Unentschieden zwischen Brasilien und Schottland als Hauptschiedsrichter auf dem Platz. 1975 beendete er seine aktive Laufbahn.
Hauptberuflich war van Gemert, der seinen Wehrdienst vor Beginn der zunächst unterklassigen Schiedsrichterlaufbahn zwischen 1949 und 1951 in Indien absolviert hatte, als Computerspezialist in Rotterdam tätig.